# Diocèse de Terlizzi
Pour les articles homonymes, voir Terlizzi (homonymie).

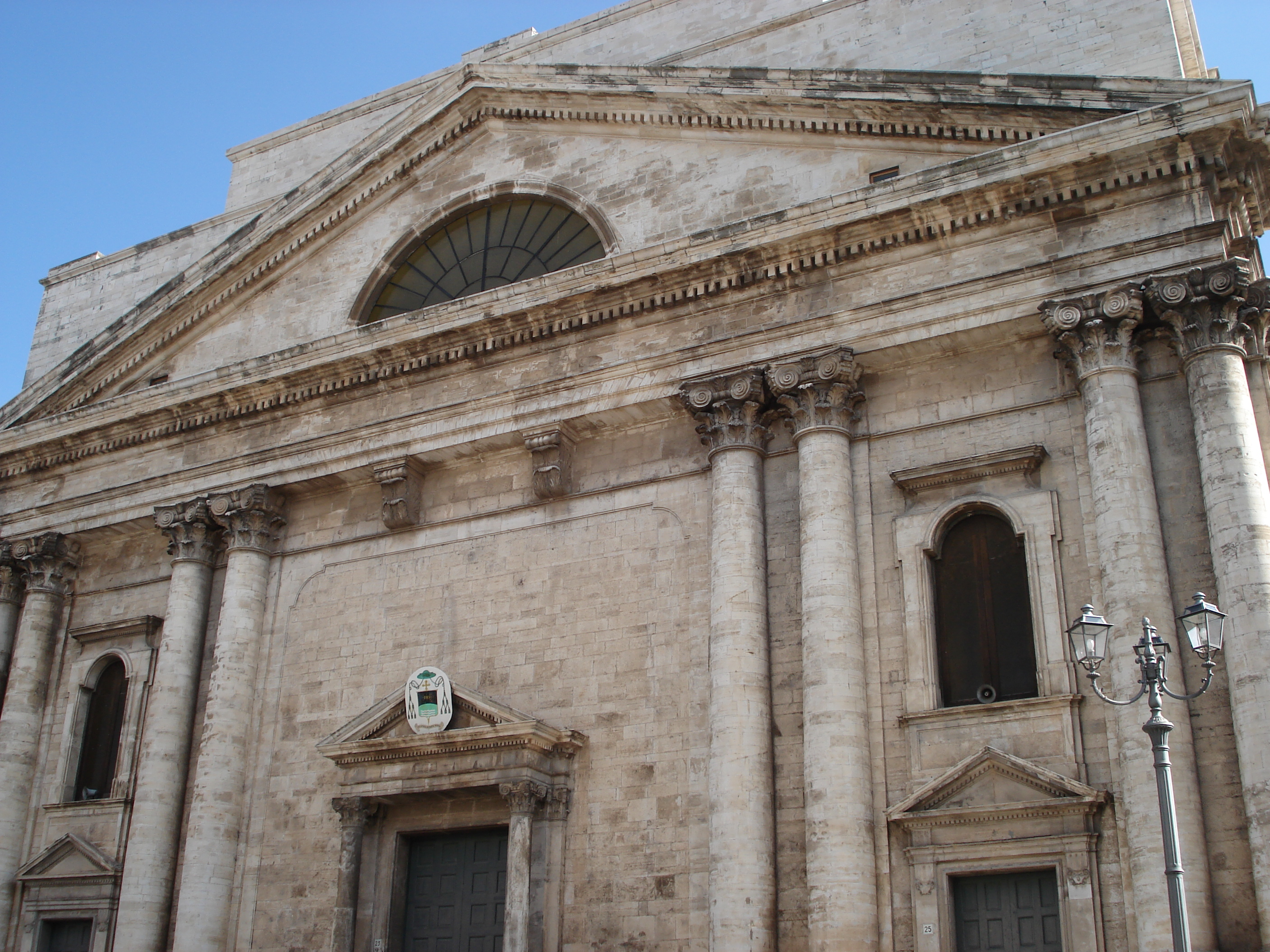
Cathédrale de Terlizzi.

Le diocèse de Terlizzi est un ancien diocèse italien des Pouilles avec siège à Terlizzi. 

## Historique
Le diocèse a été fondé au XIe siècle. En 1749, il a été réuni avec le diocèse de Giovinazzo pour former le diocèse de Giovinazzo et Terlizzi (lui-même disparu en 1836).